# 旗魚目
旗鱼目（Istiophoriformes）是目前尚未生物分类学完全承认的一个硬骨鱼目。一些定义中只包括现存的两个统一俗称“尖嘴鱼”（billfish）的科——剑旗鱼科和旗鱼科，而另一些定义则还包括金梭鱼科。
旗鱼目下属的物种都是海洋中位居食物链上层的大型掠食性咸水鱼，一些種類可超過4（13英尺）長，吻部細長，短距离游泳速度极快，是非常受歡迎的食用鱼和遊釣魚。

## 分類
- 剑旗鱼科（Xiphiidae）
- 旗鱼科（Istiophoridae）
- 金梭鱼科（Sphyraenidae）
- †海明威鱼科（Hemingwayidae）
- †古喙鱼科（Palaeorhynchidae）
  - †吻喙鱼属 Homorhynchus
  - †古喙鱼属 Palaeorhynchus
  - †伪四鳍旗鱼属 Pseudotetrapturus
  - †亚喙鱼属 Aglyptorhynchus
- †波氏鱼科（Blochiidae）
  - †波氏鱼属 Blochius
  - †枪喙鱼属 Loancorhynchus

## 消費
在2001年，國際綠色和平組織已列旗魚到海鮮紅色名錄。國際海鮮紅色名錄是一個列表，列表上的魚類廣泛在世界各地超市銷售，這些魚類的來源有很高的風險來自於不可持續的漁業。

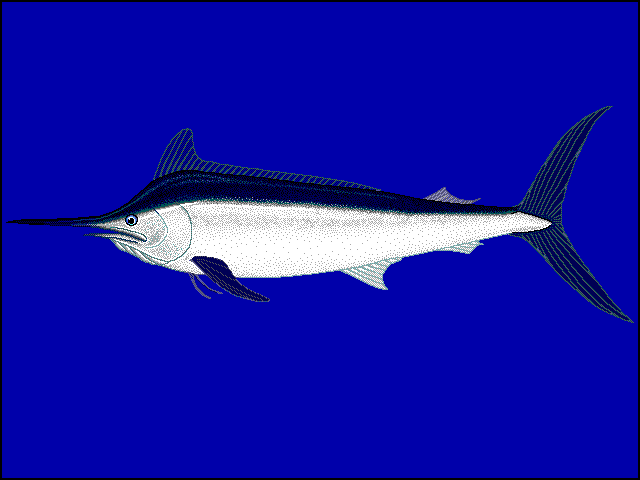
立翅旗魚 Makaira indica
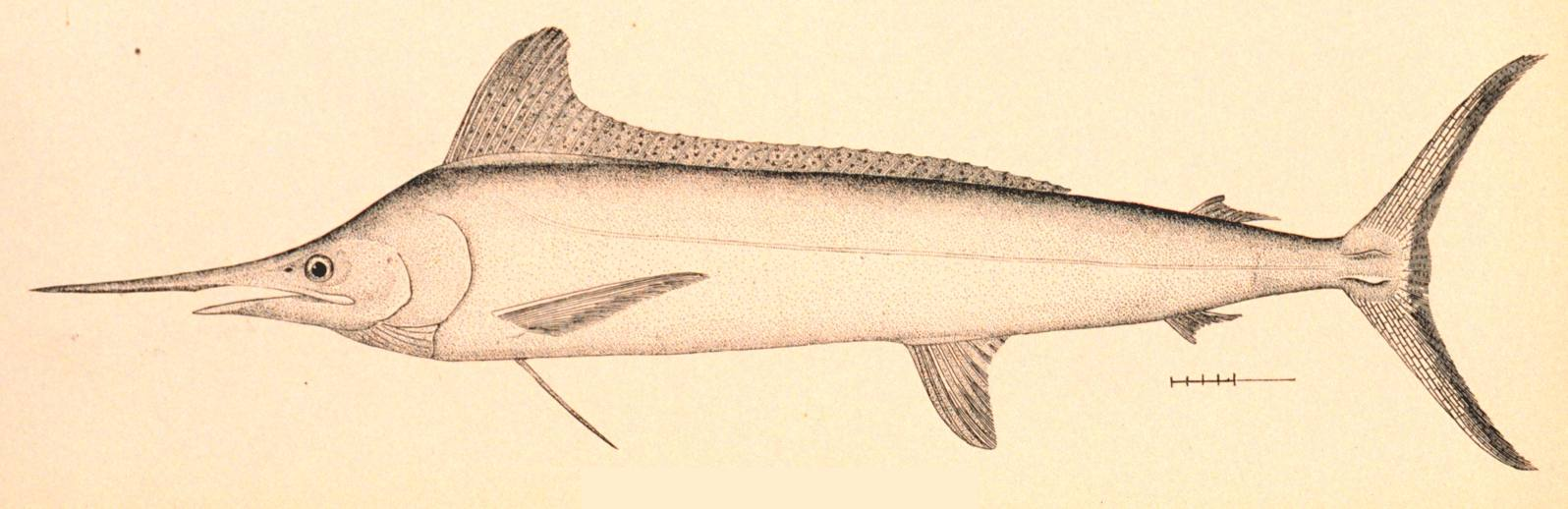
Tetrapturus albidus
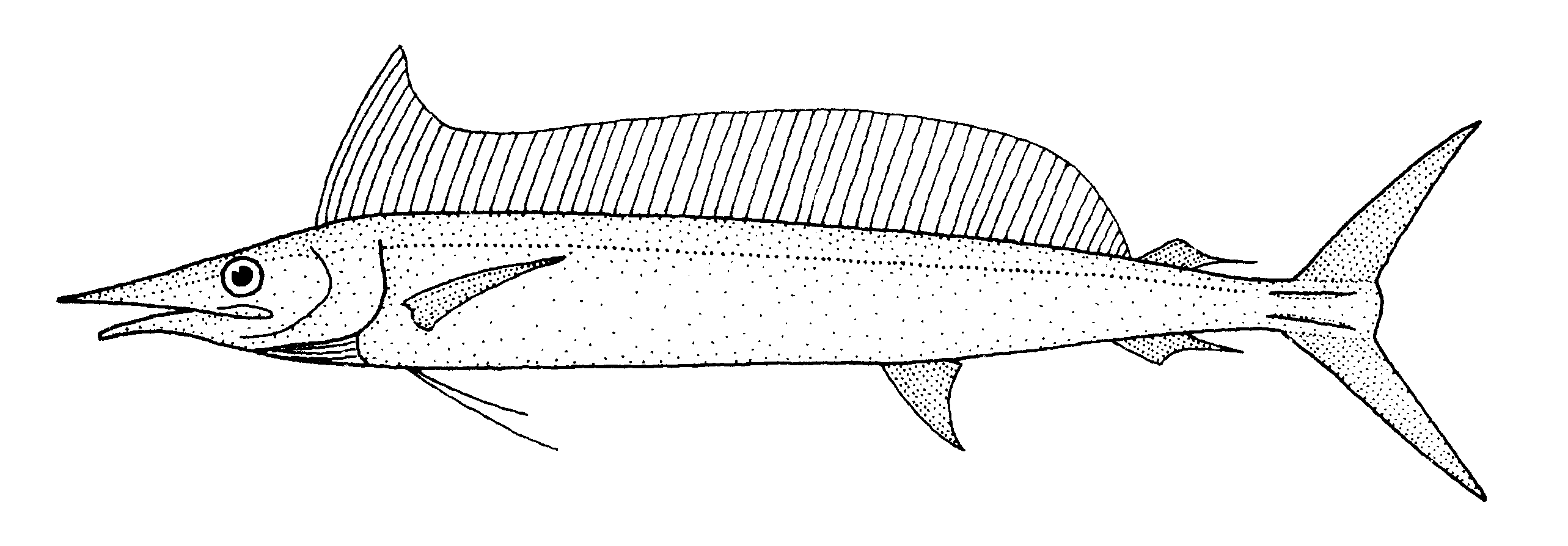
小旗魚 Tetrapturus angustirostris
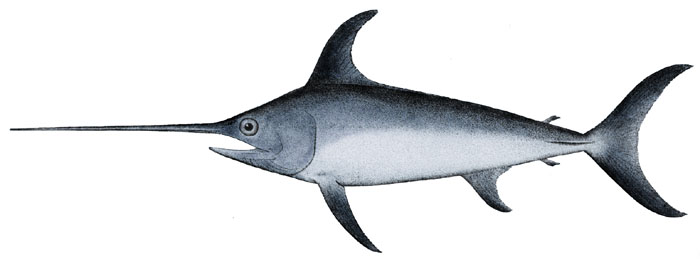
劍旗魚 Xiphias gladius
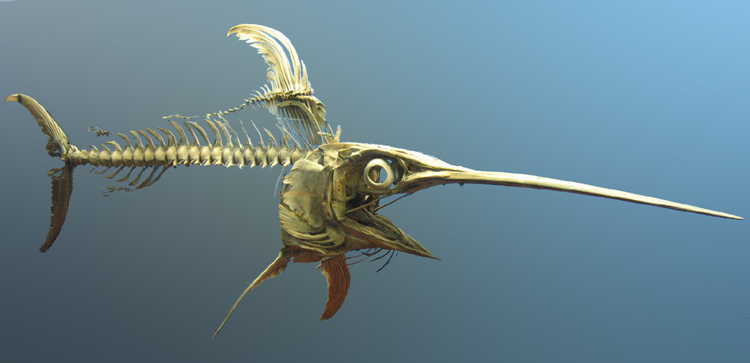
劍旗魚骨骼標本